# Marthinus Wessel Pretorius
Marthinus Wessel Pretorius (Graaff-Reinet, 17 de septiembre de 1819-Potchefstroom, 19 de mayo de 1901) fue el primer presidente de la República de Transvaal, y también redactó la constitución de la República. Asimismo, fundó una ciudad que llamó Pretoria en honor a su padre, Andries Pretorius.
Fue el último jefe de Estado de Potchefstroom entre 1853 y 1856. Desde entonces, se desempeñó como el primer presidente del Transvaal desde 1857 hasta 1860 y nuevamente entre 1864 y 1871. También fue presidente del Estado Libre de Orange desde 1859 hasta 1863. Finalmente, integró el triunvirato gobernante del Transvaal entre 1880 y 1883.
- Datos: Q440141
- Multimedia: Marthinus Wessel Pretorius / Q440141